# Лавочное (Башкортостан)
Ла́вочное (баш. Лавочный) — село в Уфимском районе Республики Башкортостан Российской Федерации. Входит в состав Красноярского сельсовета. 

## География

### Географическое положение
Расстояние до:
- районного центра (Уфа): 40 км,
- центра сельсовета (Красный Яр): 8 км,
- ближайшей ж/д станции (Уфа): 40 км.

## История
Село Лавочное (Введенское) размещалось у озера Лавочное близ реки Белой. Одна часть — имение помещицы, подполковницы Марии Михайловой Гирш. Согласно ревизской сказке 23 июня 1850 года насчитывалось 129 душ мужского пола и 147 душ женского пола.
Другая часть — имение Александры Ивановой, дочери умершего майора Кублицкого. Согласно ревизской сказке 23 июня 1850 года насчитывалось 46 душ мужского пола и 53 души женского пола.
В 1870 году насчитывало 57 дворов и 190 жителей.
Здесь была православная одноприходная церковь Введения во Храм Божий Матери 1811 года.

## Население
| 2002 | 2009 | 2010 |
| ---- | ---- | ---- |
| 0    | ↗2   | →2   |